# دانيال مالوني
دانيال مالوني هو سياسي كندي، ولد في 1847، وتوفي في 1910.